# Бецилове
Беци́лове (Мюленбах/Mühlenbach, Бицилиєвка, Бицилаєвка, Бецилова-Викова) — село в Україні, у Роздільнянській міській громаді Роздільнянського району Одеської області. Адміністративний центр однойменного старостинського округу. Населення становить 353 особи. 
Розташоване за 12 км на схід від Роздільної. Відстань автодорогою до районного центру — 25 км.

## Історія

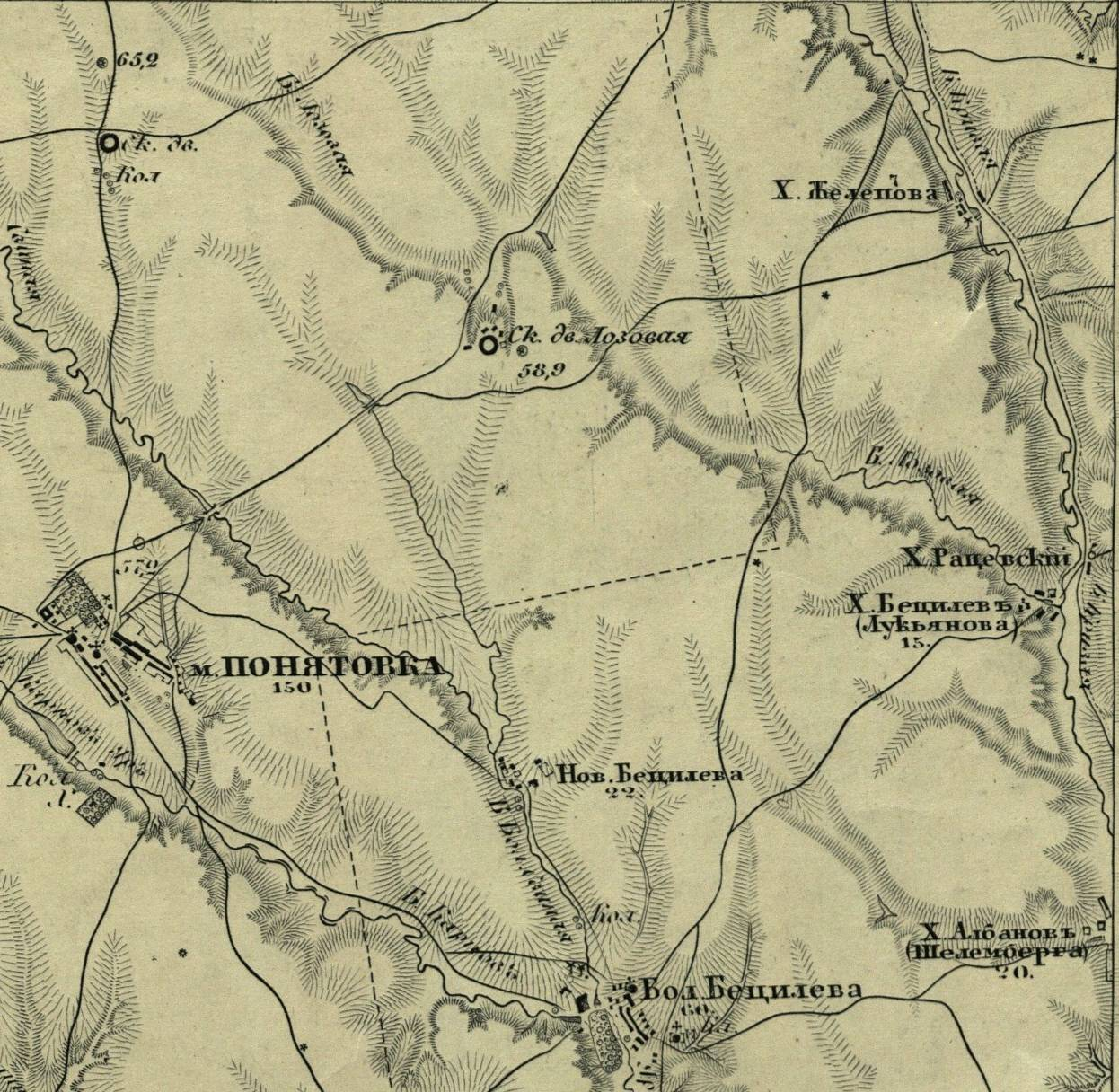
Бецилове на карті 1863 р. як Нова Бециліва та Велика Бециліва

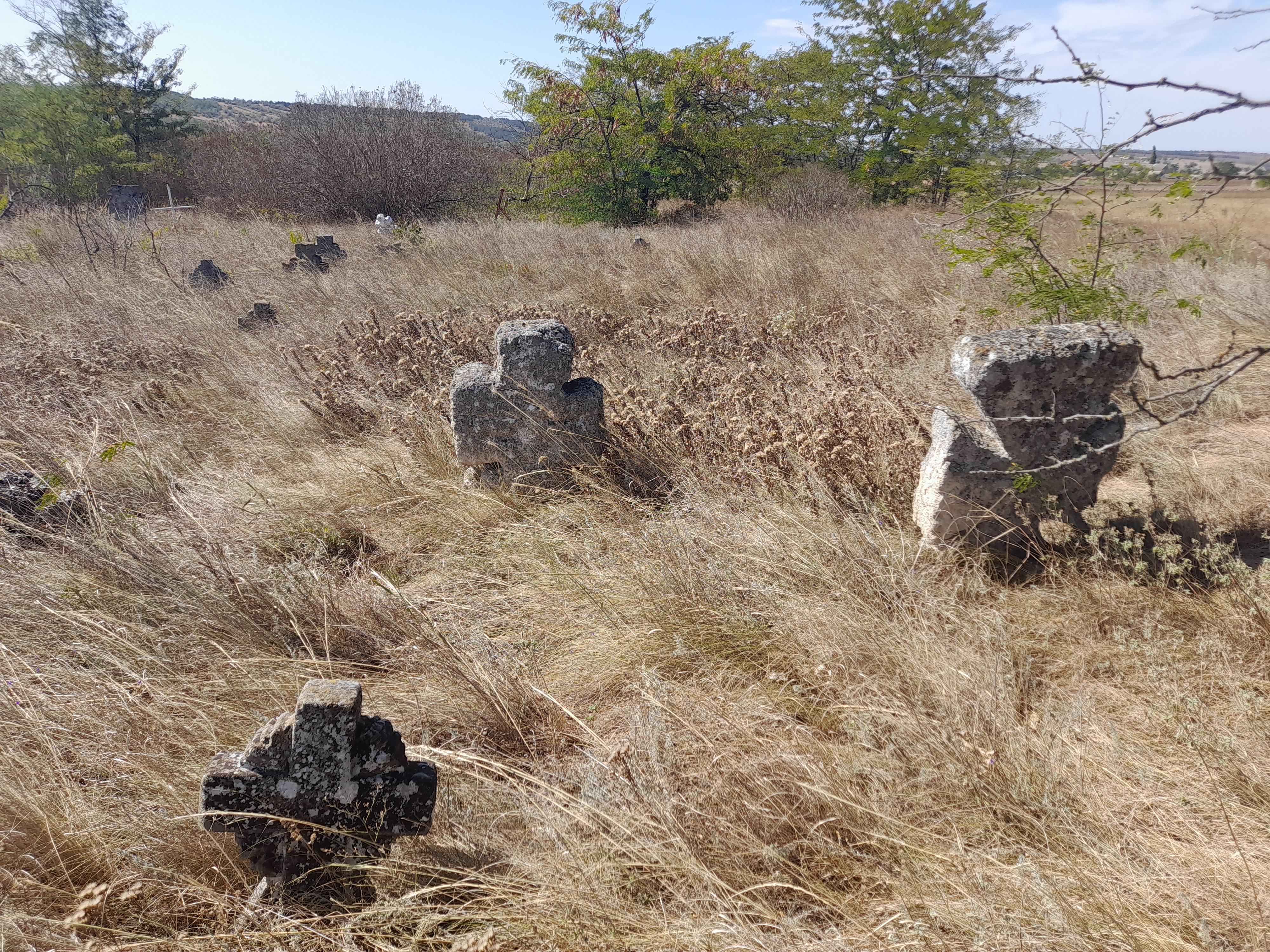
Старі козацькі хрести на старовинному цвинтарі

На 1859 рік у власницькому містечку Бициліївка 1-го стану (станова квартира — містечко Василівка) Одеського повіту Херсонської губернії при балці Свиній, було 27 дворів, у яких мешкало 169 чоловік і 155 жінок. У населеному пункті була православна церква.
В 1860 році за власницьким поселенням (з 324 душами обох статей), при балці Великій Свиній, Бециліївкою був затверджений статус містечка.
Кріпацтво було відмінено 12 травня 1862 року, кожному селянину виділили землю у розмірі 5 десятин і 1200 сажень та обклали оброком у 9 рублів на рік.
Станом на 1868 рік у містечку було 1557 десятин землі, 1 шинок, 1 лавка, 26 дворів.
У 1885 році північніше села була заснована 30-40 родинами німецька колонія — Мюленбах, територія якої нині у складі Бецилове.
Станом на 1886 у містечку Більчанської волості Одеського повіту Херсонської губернії, мешкала 131 особа, налічувалось 33 дворових господарства, існували православна церква та лавка.
В 1887 році в містечку Бицилове Більчанської волості Одеського повіту Херсонської губернії мешкало 103 чоловіка та 80 жінок. На хуторі Новобицилівський 32 чоловіка та 40 жінок.
На 1896 рік в селі Бициліївка Більчанської волості Одеського повіту Херсонської губернії, було 12 дворів, у яких мешкало 33 людини (16 чоловік і 17 жінок). На хуторі Бицилівському було 23 двори, у яких проживало 58 людей (28 чоловік і 30 жінок).
У 1906 році у селі відкрилась німецька школа першого ступеню на 35 учнів.
У 1908 році населений пункт увійшов до новоствореного Бецилієво-Куртівського сільськогосподарського товариства. Воно об'єднувало села Бациліївку, Куртівку та селище Костянтинівку. Виконавчим органом була рада, головою якої був Лизаченко Павло Давидович, а секретарем — Липський Семен Терентійович. Місцем перебування Ради товариства було селище Костянтинівка. На 1914 рік кількість членів товариства складала 22 особи. Щорічний членський знос сягав 1 рубль. У ці роки у селі знаходились молитовний дім та школа.
Радянська влада була встановлена у селі 3 березня 1920 року з утворення Біцилівського ревкому. Станом на 1920 у селі продовжувала діяти німецька початкова школа. З 1 грудня 1921 року у хуторі Щеглятин відкрилася школа.
У 1928 році у селі було організовано два колгоспи — «Комінтерн» та «Червоний селянин».
В 1934 році на території села знайдений скарб бронзових серпів і топорів епохи пізньої бронзи (кінець II — початок I тисячоліття до нашої ери).

### Друга світова війна
У роки Другої Світової війни на фронт пішло 101 селянин, 36 з них загинуло, 58 отримали орден та медалі. На честь загиблих у селі встановлений пам'ятник.
Перелік осіб, загинувших у 1941—1945 роках:
- Мельник Єгор
- Теценко Іван Семенович
- Теценко Никифор
- Теценко Володимир
- Теценко Сергій
- Буковський Григорій
- Доценко Іван
- Доценко Ганна
- Теценко Іван Савелійович
- Симаченко Михайло

### Післявоєнний період
В 1951 році селище стало місцем розселення етнографічної групи українців — бойків, яких було депортовано (117 сімей) з села Дашівка Нижньо-Устрицького району Дрогобицької області (нині територія Польщі).
У першій половині 1960-х років до складу Бецилового увійшов колишній хутір Щиглятин. В той самий час колишнє селище отримало статус села.
Станом на 1 травня 1967 року у Бециловому знаходився господарський центр колгоспу імені XXII з'їзду КПРС.
У 1978 році працювала восьмирічна школа, де працювало 19 вчителів та навчалося 160 учнів, консультаційний пункт районної заочної середньої школи. Був клуб з залом на 200 місць, бібліотека з книжковим фондом у 9200 примірників, фельдшерсько-акушерський пункт, два магазини, відділення зв'язку, комплексний приймальний пункт райпобуткомбінату. 
У результаті адміністративно-територіальної реформи село ввійшло до складу Роздільнянської міської територіальної громади та після місцевих виборів у жовтні 2020 року було підпорядковане Роздільнянській міській раді. До того село входило до складу ліквідованої Бецилівської сільради.

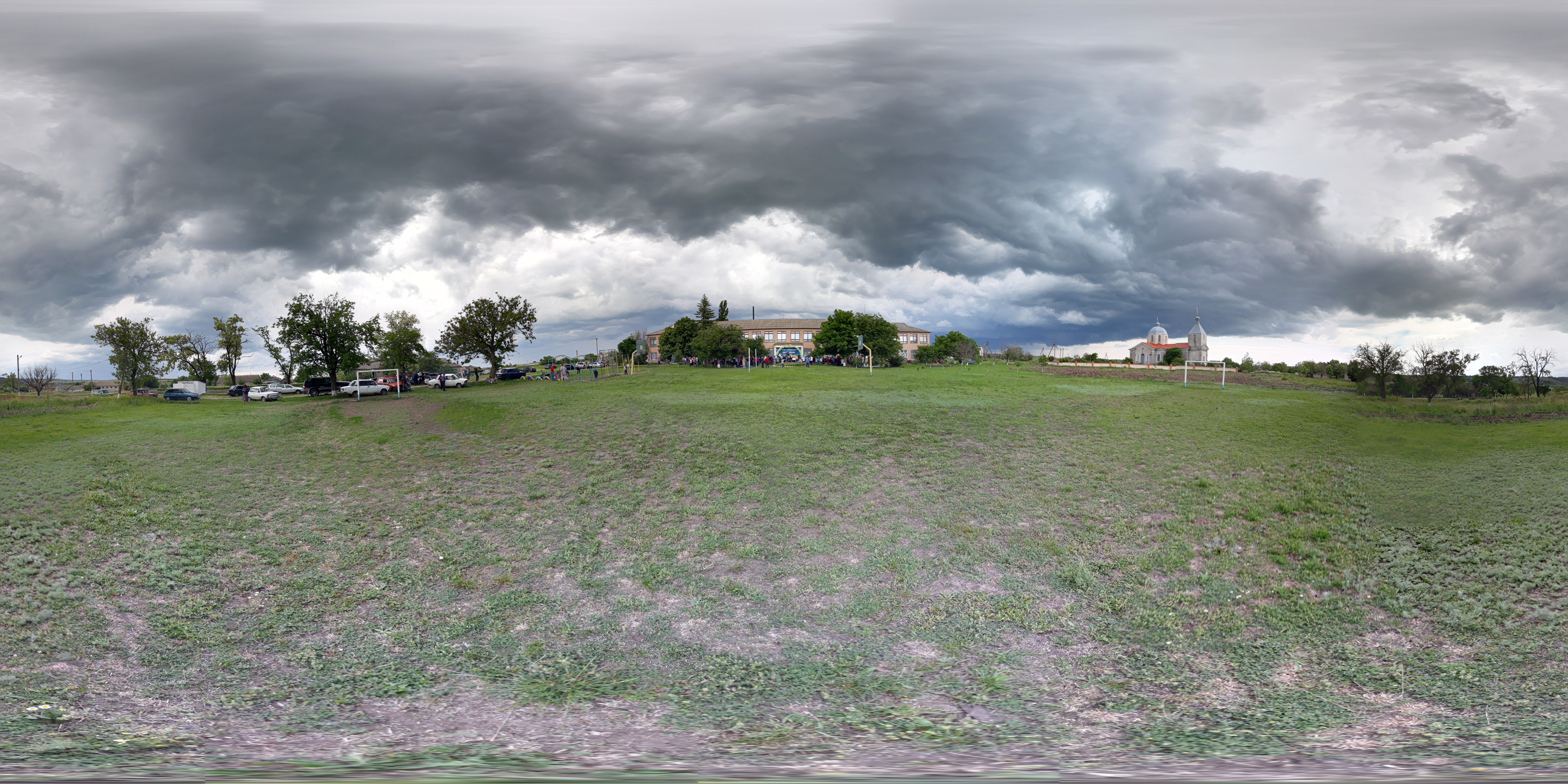
Панорама села

## Населення
Населення у різні роки: 183 (1887), 324 (1916), 175 (1918), 545 (1926), 227 (1943).  У 1967 році у селі мешкало 705 осіб. У 1978 році у селі було 210 подвір'їв та 626 осіб.
Згідно з переписом УРСР 1989 року чисельність наявного населення села становила 700 осіб, з яких 312 чоловіків та 388 жінок.
За переписом населення України 2001 року в селі мешкали 452 особи.
| 2010 | 2011 | 2016 | 2017 | 2018 | 2019 |
| 399  | 400  | 335  | 344  | 357  | 353  |

|                      | За 2016 рік | За 2017 рік | За 2018 рік |
| Кількість померлих   | 6           | 4           | 11          |
| Кількість народжених | 3           | 2           | 4           |

### Мова
Розподіл населення за рідною мовою за даними перепису 2001 року:
| Мова       | Відсоток |
| ---------- | -------- |
| українська | 93,22 %  |
| румунська  | 3,72 %   |
| російська  | 2,63 %   |
| болгарська | 0,22 %   |
| циганська  | 0,22 %   |

## Пам'ятки
- Свято-Костянтино-Оленівська церква, збудована у 1858 році.